# Tomchei Tmimim
Tomchei Tmimim (en hebreu: תומכי תמימים) és la ieixivà (acadèmia talmúdica) central del moviment hassídic Habad Lubavitx, va ser fundada en 1896 en el poble de Lyubavichi pel cinquè Rebe de Habad, el Rabí Sholom Dovber Sechneerson (Rebe Raixab), actualment és una institució educativa mundial d'estudis judaics avançats.

## Història
A la fi de 1800, el judaisme tradicional va començar una decadència. Diversos moviments van començar a erosionar la vida jueva tradicional, principalment, l'haskalà i el sionisme. Molts estudiants van començar a canviar la ieixivà pels gimnasos i les universitats. Fins i tot dins de l'àmbit de la yeshiva, van començar a canviar les coses, ja que molts alumnes van començar llegir llibres considerats heréticos en les ieixivot, i estaven exposats a idees contràries al judaisme tradicional. Enfront d'aquesta situació, el Rabí Sholom Dovber va creure necessari crear una ieixivà que inclogués l'estudi de la filosofia hassídica (hassidut) i d'aquesta manera preparar els seus alumnes contra les diferents opinions herètiques que es difonien dins de la comunitat jueva.

## Avui
La seu central de Tomchei Tmimim es troba actualment en el número 770 de l'Avinguda Eastern Parkway, i és la seu central del moviment Habad Lubavitx, amb aproximadament 400 alumnes. Tomchei Tmimim té seus independents a les principals ciutats de: Estats Units, Canadà, Europa, Sud-amèrica, Sud-àfrica, Austràlia, i l'antiga Unió Soviètica, i una xarxa de ieixivot a Israel. També aquestes ieixivot funcionen com a centre d'ordenació rabínica (semikha). La gran majoria dels alumnes graduats a les ieixivot de Tomchei Tmimim, continuen treballat com a rabins de Habad (Shluchim).

## Ordre del dia
Aquest és l'ordre del dia de la majoria de les ieixivot de Habad al món:
•	7.30 a. m. - Hasidut – Filosofia hassídica en profunditat (a Israel, Austràlia, en altres països, les classes comencen a les 7.00 a. m.)
•	9.00 a. m. – Preparació per a les pregàries, inclosa immersió en la Mikve.
•	9.15 a. m. - Shacharit – Pregàries matutines
•	10.00 a. m. - Esmorzar
•	11.00 a. m. - Iun – Estudi del Talmud en profunditat. (s'estudia amb el mètode havruta).
•	1.00 p. m. - Xiur (classe) – els estudiants avançats reben menys classes.
•	2.00 p. m. - Mincha – pregàries de la tarda
•	2.15 p. m. – Esmorzar i recés
•	3.30 p. m. - Talmud, repàs d'allò estudiat al matí, i estudi del Talmud conegut com a Guirsa.
•	6.00 p. m. – Halacà, llei jueva
•	7.00 p. m. – Sopar i recés
•	8.00 p. m. -: Hasidut - Filosofia hassídica
•	9.30 p. m. - Maariv – rés nocturn
•	9.50 p. m. - Seder Inyanei Geulà u Mashiach – estudi optatiu de temes relacionat amb el Mashiach i la redempció (estudi instituït pel Rebe de Habad, Menachem Mendel Schneerson)
•	10.00 p. m. - Seder Sichot – estudi optatiu dels discursos del Rebe de Habad, Menachem Mendel Sechneerson.